# Robert Morrison (missionnaire)
Pour les articles homonymes, voir Robert Morrison.
Robert Morrison (en chinois simplifié : 马礼 逊 ; chinois traditionnel : 马礼逊 ; pinyin : mǎ lǐ xùn) est un missionnaire écossais né le 5 janvier 1782 à Bullers Green près de Morpeth dans le Northumberland et mort le 1er août 1834 à Canton.
Il est le premier missionnaire protestant en Chine où il arrive en 1807, envoyé par la London Missionary Society. La Chine étant à cette époque fermée aux étrangers, il opère depuis Macao (colonie portugaise), Canton (seul port chinois ouvert au commerce international sous l'ère Qing) et Malacca (colonie néerlandaise), et se concentre sur l'étude du chinois et la traduction des textes chrétiens, ce qui fit de lui un sinologue, un lexicographe et un pionnier de la traduction entre le chinois et l'anglais.

## Biographie

### Jeunesse et formation
Robert Morrison est le 8e enfant de James Morrison, un ouvrier agricole écossais, et d'Hannah Nicholson, une Anglaise, tous deux membres actifs de l'Église d'Écosse. À 14 ans, il quitte l'école pour entrer en apprentissage dans l'entreprise de son père de venu entretemps marchand de chaussures à Newcastle upon Tyne. Il connaît à l’adolescence une expérience de conversion et choisit de s’engager dans l’église presbytérienne comme ses parents. Il souhaite dès 1801 devenir missionnaire et commence à apprendre le grec et l’hébreu avec le pasteur presbytérien de Newcastle, le révérend W. Laidler. Toutefois ses parents s’opposent à ce projet et ce n’est qu’en 1804, après la mort de sa mère, qu’il pourra se présenter à la London Missionary Society (LMS), où il sera rapidement accepté,.
En attendant, Robert Morrison entre le 7 janvier 1803 dans un séminaire non-conformiste, la Hoxton Academy, pour y suivre une formation théologique lui permettant de devenir pasteur congrégationnaliste, puis, une fois accepté par la LMS, il intègre le séminaire de Gosport où tous les missionnaires de la société des missions de Londres sont formés. Le responsable de ce séminaire, le pasteur David Bogue (en), était conscient du besoin d’évangélisation de la Chine, déjà l’époque le pays le plus peuplé du monde,, notamment à cause d'une brochure publiée en 1798 par le Révérend William Willis Moseley qui appelait à "l’établissement d’une société pour la traduction des Écritures saintes dans les langues des nations orientales populeuses." Le révérend Bogue encourage donc son jeune élève dans le sens d’une mission en Chine. Il avait lui-même rediffusé le pamphlet de son collègue et découvert au British Museum une traduction manuscrite en chinois, probablement de la main d’un prêtre catholique, d’une bonne partie du Nouveau Testament.

### Premières années de mission (1807-1809)

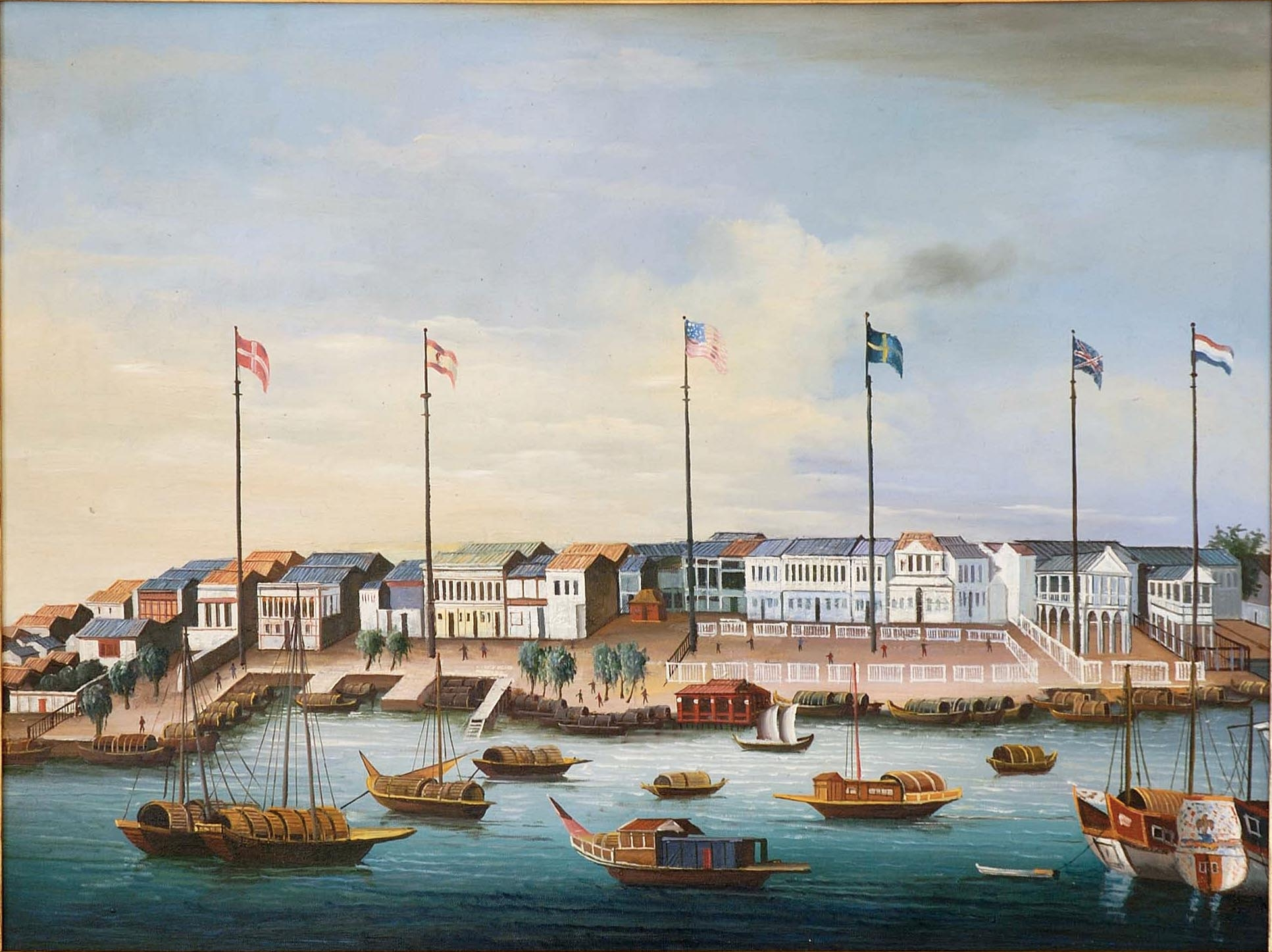
Les "treize usines" de Canton, vers 1820, avec les comptoirs danois, espagnol, américain, suédois, britannique et hollandais.

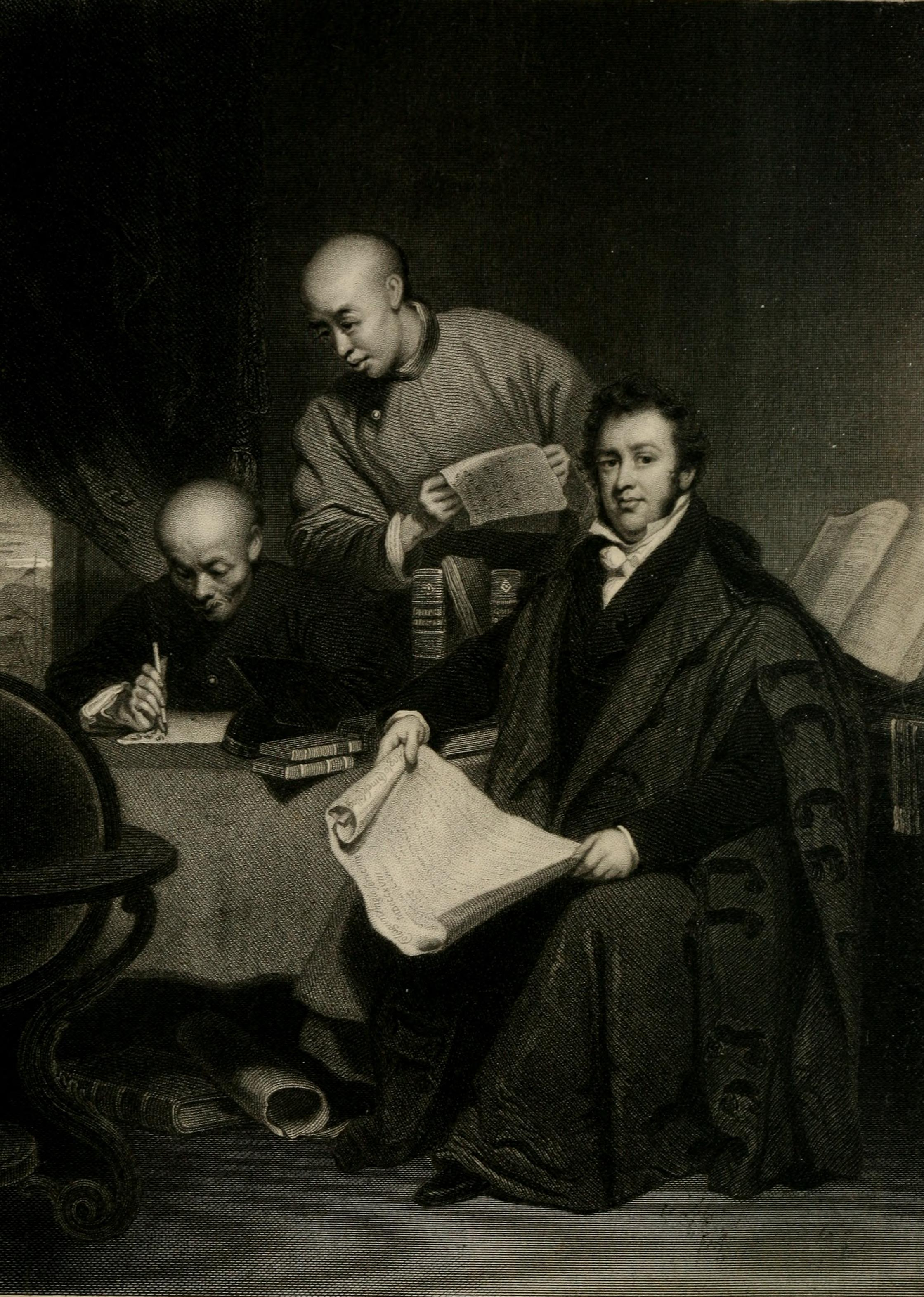
Robert Morrison travaillant à une traduction avec des assistants chinois.

Après 3 ans d’étude intensive du chinois, Morrison est consacré pasteur à l’Église écossaise de Swallow Street (en) à Londres le 8 janvier 1807 et s’embarque la même année pour l’Orient. Il n’ignore rien des dangers et des difficultés qui l’attendent, qui lui sont confirmées par les premières personnes qu’il rencontre à son arrivée à Macao le 4 septembre 1807 - au terme d'un voyage compliqué incluant une longue escale à New York : la Chine est strictement interdite aux étrangers, et le gouvernement a interdit aux Chinois d'enseigner la langue à qui que ce soit, sous peine de mort. De plus, aucun étranger n’était autorisé à séjourner en Chine, sauf à des fins commerciales. Enfin, les missionnaires catholiques de Macao, protégés par les Portugais, seraient violemment hostiles, et monteraient le peuple contre un missionnaire protestant. À peine 3 jours après son arrivée, il est d’ailleurs expulsé par les autorités de Macao et se doit se rendre dans la zone dite des « treize usines » située à l'extérieur de Canton, où se trouvent les entrepôts et établissements de commerce étrangers autorisés à commercer avec la Chine. Là, il mène une vie de clandestinité et de solitude, le plus souvent reclus dans une petite chambre, étudiant le chinois avec un professeur qui exige des sommes exorbitantes et largement escroqué par ses domestiques chinois.
Malade, Morrison doit retourner à Macao le 1er juin 1808. Il revient avec une parfaite maîtrise du mandarin et du cantonais mais il est toujours aussi pauvre et clandestin. Misérablement logé à Macao, il continue, travaillant sur son dictionnaire chinois et prie même en chinois, afin d’en faire sa nouvelle langue maternelle.

### Premier mariage et développement de la mission en Chine (1809-1822)
En 1809, il rencontre Mary Morton, 17 ans, qu'il épouse le 20 février de la même année à Macao, qui lui donnera trois enfants : James (né le 5 mars 1811, mort le même jour), Mary Rebecca (née en juillet 1812) et John Robert (né le 17 avril 1814).
Le jour de son mariage, Robert Morrison est nommé traducteur de la Compagnie des Indes orientales britannique avec un salaire de 500 livres par an. Sa maîtrise de la langue chinoise était déjà reconnue par ces hommes d'affaires avisés, qui en percevaient la valeur pour leurs négociations commerciales. Ce poste lui permet enfin d'avoir une certaine sécurité et de pouvoir continuer à travailler. Sa fonction dans la compagnie, sans entraver la poursuite de son œuvre missionnaire qui reste sa priorité, lui permet de perfectionner son chinois, de multiplier ses contacts avec les Chinois et de se déplacer plus librement.
Il doit cependant retourner seul à Canton, car les femmes étrangères n'étaient pas autorisées à y résider. La mer entre Macao et Canton étant infestée de pirates audacieux, chaque voyage est source d’angoisse. Mary Morrison en souffre d’autant plus qu’elle n’a pas d'autre soutien que son mari. Les lettres d'Angleterre sont rares, les résidents anglais et américains plus préoccupés de leurs affaires que de questions spirituelles, et les Chinois s’opposent parfois aux Morrison. D'autre part, ses assistants chinois le volent fréquemment.
Robert Morrison achève néanmoins sa grammaire chinoise en 1812, et l'envoie au Bengale pour la faire imprimer. Pour des raisons inconnues, il n'en entend plus parler pendant trois années d'angoisse, mais elle est finalement bien imprimée, et devient un ouvrage de référence. Morrison imprime ensuite un tract et un catéchisme. Il traduit le livre des Actes des Apôtres en chinois, et en fait imprimer mille exemplaires localement à prix d'or, ce qui confirme la faisabilité d'imprimer localement ses ouvrages. Puis il traduit l'Évangile de Luc qui est également imprimé. L'évêque catholique de Macao, en ayant obtenu un exemplaire, le fait brûler comme livre hérétique. Les émoluments de Morrison sont portés à 1 000 livres par an par la Compagnie. Il publie également en anglais un recueil de traduction de littérature populaire chinoise intitulé Horae Sinicae.
Les autorités chinoises s'émeuvent lorsque certains des ouvrages imprimés par Robert Morrison tombent entre leurs mains. Un édit est alors publié, proscrivant l'impression et la publication de livres chrétiens en chinois sous peine de mort. Morrison fit parvenir une traduction de cet édit en Angleterre, tout en assurant les administrateurs de la London Missionary Society qu'il avait l'intention de poursuivre sa mission avec détermination. Sa position au sein de la Compagnie des Indes orientales lui apportait sans doute une certaine protection, et il était d'autre part l'auteur d'une grammaire et d'un dictionnaire qui n'étaient pas des publications visées par l'édit. Toutefois, cet édit rendait l'installation d'un autre missionnaire à Canton plutôt hasardeuse au moment où la société des missions de Londres envoyait en Chine le révérend William Milne et son épouse.
Le 4 juillet 1813, ceux-ci arrivent à Macao. Malgré tous les efforts que Morrison avait pu déployer, cinq jours après leur arrivée, le gouverneur leur notifie sa décision : ils avaient huit jours pour partir. Non seulement les Chinois s'étaient opposés avec véhémence à leur installation, mais encore l'évêque catholique avait demandé à ce qu'ils soient expulsés. Prudents, les résidents anglais de Macao n'étaient pas intervenu de peur que leurs intérêts commerciaux n'en soient affectés. Tandis que leurs épouses restent à Macao, William Milne et Robert Morrison s'établissent alors à Canton, en attendant le prochain mouvement des autorités. Morrison en profite pour aider Milne à apprendre le chinois.
Robert Morrison baptise son premier converti le 14 mai 1814, sept ans après son arrivée en Chine. La même année, la Compagnie des Indes orientales entreprend l'impression du Morrison's Chinese Dictionary, engageant 10 000 livres sterling pour ce travail, et faisant appel à sonpropre imprimeur, Peter Perring Thoms, ainsi qu'à une presse à imprimer qu'elle fait venir d'Angleterre. La Société biblique a voté deux subventions de 500 livres sterling chacune pour couvrir les frais d'impression du Nouveau Testament. L'un des directeurs de la Compagnie des Indes orientales lègue également à Morrison 1 000 dollars chinois pour la propagation de la religion chrétienne. Il consacra cette somme à l'impression d'une édition de poche du Nouveau Testament. L'édition précédente était d'une taille peu commode, ce qui n'était pas un défaut mineur dans le cas d'un livre interdit, susceptible d'être saisi et détruit par les autorités. Dès lors, de nombreux Chinois ont pu emporter de Canton vers l'intérieur de la Chine un ou plusieurs exemplaires de ce livre caché dans sa robe ou parmi ses affaires. Malade, Mary Morrison est envoyée en Angleterre avec ses deux enfants. Pendant six ans, son mari devra travailler dans la solitude. Toujours en 1814, il termine sa traduction en chinois de la Genèse. en 1815, il publie simultanément sa grammaire chinoise et la première partie de son dictionnaire chinois (dont la parution du dernier des 6 volumes aura lieu en 1823).
En 1817, l'université de Glasgow accorde à Robert Morrison un doctorat honoris causa en théologie. La même année, il accompage Lord Amherst dans un voyage diplomatique à Pékin, ce qui lui permet de découvrir enfin la Chine de l'intérieur. En 1819, la traduction en chinois de la Bible complète est publiée. Quelques-uns des livres de l'Ancien Testament ont été traduits avec l'aide de Milne, notamment le livre de Job et les livres historiques.
En 1820, Morrison rencontre l'homme d'affaires américain David Olyphant à Canton, ce qui marque le début d'une longue amitié entre les deux hommes. David Olyphant donna comme prénom à son fils Robert Morrison Olyphant.
Le 10 juin 1821, Mary Morrison, revenue d'Angleterre l'année précédente, décède du choléra et est inhumée dans le cimetière protestant de Macao.

### Le voyage en Angleterre (1822-1825)
En 1822, Morrison se rend à Malacca et à Singapour, puis arrive en Angleterre en 1824 où il passe l'essentiel des années 1824 et 1825. Il rapporte en Angleterre une importante collection de livres chinois qu'il se propose d'offrir à une université anglaise. Comme aucune ne les accepte, les livres restent 10 ans dans les réserves de la London Missionary Society avant d'être finalement acceptés par la bibliothèque d'University College de Londres. Durant son séjour à Londres, il crée la Language Institution pour enseigner les langues aux missionnaires.
Il a également l'occasion de présenter sa Bible chinoise au roi George IV, et d'être reçu dans tous les milieux, suscitant intérêt et sympathie pour la Chine et son travail en Chine. Il donne même des cours de chinois à des membres de la bonne société anglaise. À son retour en Angleterre, il est nommé membre de la Royal Society.
Avant de retourner à son travail de missionnaire, il se remarie, en novembre 1824, avec Eliza Armstrong, avec qui il eut cinq enfants. La nouvelle Mme Morrison et les enfants de son premier mariage retournèrent avec lui en Chine en 1826.
Le voyage est périlleux, et comporte même un épisode de mutinerie, que Morrison aide à résoudre, faisant preuve d'un grand sang-froid.
À Singapour, Morrison est confronté à de nouvelles épreuves. L'institution de Singapour, aujourd'hui la Raffles Institution, qui était en cours de formation à son départ pour l'Angleterre, tout comme le collège de Malacca, avait fait très peu de progrès. Le nouveau gouverneur manifesta moins d'intérêt, et Morrison n'était pas présent pour veiller à la poursuite des travaux. Après un séjour sur place pour remédier à tout cela, le missionnaire et sa famille se rendent à Macao, puis Morrison se rendit à Guangzhou, où il découvrit que ses biens avaient également été négligés en son absence.

### Dernières années (1826-1834)

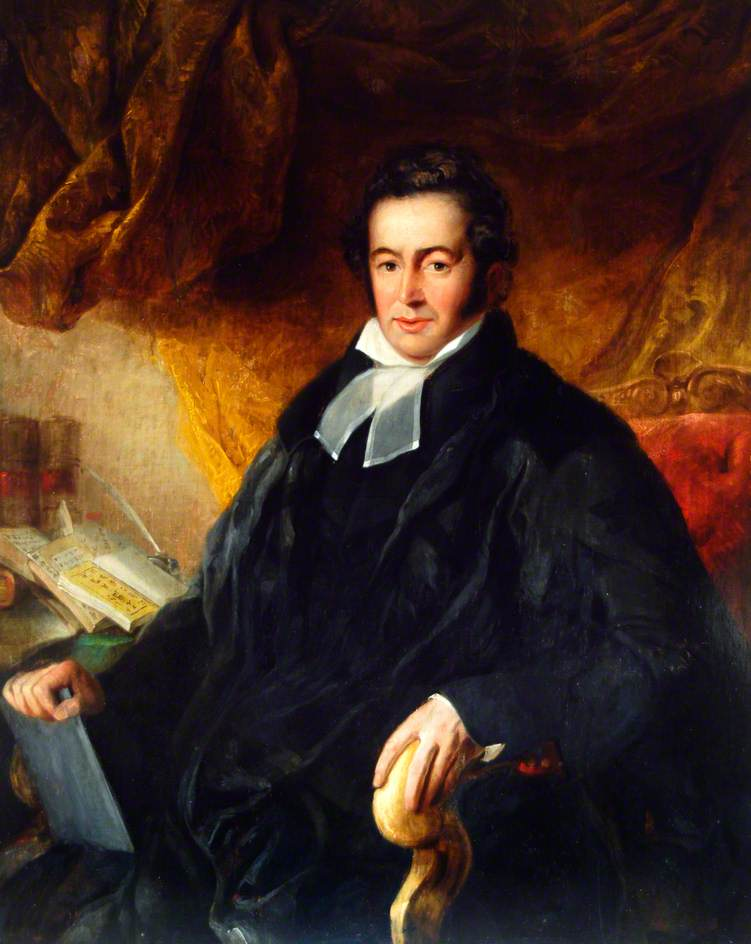
Portrait de Robert Morrison, par Henry Perlee Parker(1833).

Le retour des Morrison en Chine en 1826 est difficile. Tandis que le Languages Institute de Londres s'arrête faute de public, à Canton Robert Morrison doit menacer de démissionner pour se faire respecter des nouveaux fonctionnaires coloniaux arrivés pendant son absence et qui n'ont guère de sympathie pour le travail missionnaire. Les relations entre les commerçants anglais et les fonctionnaires chinois se tendent également. L'excès de zèle et la tyrannie des mandarins étaient certes difficiles à supporter, mais c'est aux Anglais qu'incombait la responsabilité plus grave : celle de vouloir imposer au peuple chinois le commerce de l'opium. Morrison désapprouvait fortement la plupart des correspondances qu'on lui demandait de faire parvenir aux fonctionnaires chinois. Des nuages s'accumulaient. La guerre allait s'ensuivre, la puissance étant du côté de l'Angleterre, et le droit du côté de la Chine. Les ports seraient ouverts avant tout à l'opium, et accessoirement seulement au christianisme. L'avenir même des missions chrétiennes en Chine allait être compromis par ce drame.
Lors de son départ pour l'Angleterre, Morrison avait pu laisser un professeur d'origine chinoise, Liang Fa, l'un des convertis de Milne, pour continuer son travail. Cet homme avait déjà beaucoup enduré pour sa foi, et il s'est montré tout à fait cohérent et sérieux pendant la longue période d'absence de Morrison. D'autres Chinois furent baptisés et la petite Église se développa, sachant qu'en même temps de nombreux convertis restaient à l'écart, n'osant pas affronter la persécution et l'ostracisme qui suivraient un affichage public de leur foi. Des missionnaires américains furent envoyés pour aider Morrison, et d'autres écrits chrétiennes furent publiés. L'arrivée des Américains permettait à Morrison de se décharger de son ministère auprès des résidents anglais, et de consacrer entièrement à la prédication envers les Chinois.
En 1833, l'évêque catholique de Macao intervient contre Morrison auprès du gouverneur portugais du territoire, au motif que les écrits publiés par Robert Morrison sont contraires à la foi catholique et que l'utilisation de matériel d'imprimerie est interdite dans tout territoire portugais sauf sous le régime de l'autorisation préalable, ce qui entraîne la perte immédiate de la possibilité d'imprimer des documents à Macao. Ses amis chinois continuent cependant à faire circuler des publications déjà imprimées. Pendant cette période, Morrison a également contribué au Eastern Western Monthly Magazine de Karl Gützlaff, une publication visant à améliorer la compréhension entre la Chine et l'Occident.
En 1834, le monopole de la Compagnie des Indes orientales britannique sur le commerce avec la Chine prend fin et le poste de Morrison au sein de la compagnie est supprimé. Privé de moyens de subsistance, il est ensuite nommé traducteur du gouvernement sous Lord Napier, mais n'occupa ce poste que pendant quelques jours.
À l'été 1834, Robert Morrison tomba malade pour ce qui serait sa dernière maladie, dans la solitude, car sa femme et sa famille avaient été renvoyées en Angleterre. Il mourut le 1er août, dans sa résidence de Canton, au numéro six du Hong danois, à l'âge de 52 ans dans les bras de son fils. Le lendemain, sa dépouille fut transportée à Macao, pour y être inhumée dans le cimetière protestant le 5 août aux côtés de sa première femme et de son premier enfant.
Six enfants lui survivent dont deux de son premier mariage et quatre du second.
Son fils aîné John Robert Morrison, né en 1814, lui succède en 1834 comme secrétaire chinois de la British East India Company et des surintendants du commerce britannique en Chine,.
Sa fille unique se maria à Benjamin Hobson, un médecin missionnaire, en 1847.

## Postérité

### Diffusion du christianisme en Chine
La traduction de l'ensemble de la Bible en chinois lui prit 12 ans. Il est ainsi l'auteur de la première traduction complète de la Bible en chinois, dont il avait prévu de faire la distribution aussi large que possible, contrairement aux précédentes traductions partielles de la Bible, dues à des prêtres catholiques, qui n'avaient jamais été imprimés. La diffusion des ouvrages chrétiens se fait alors surtout au sein de la classe marchande et atteint ainsi l'intérieur de la Chine.
Robert Morrison a coopéré avec des missionnaires venus à leur tour en Chine comme Walter Henry Medhurst, William Milne, Samuel Dyer (beau-père de Hudson Taylor), Karl Gützlaff et Peter Parker (premier missionnaire médical en Chine). Il a travaillé pendant 27 ans en Chine avec un seul retour en Angleterre. Le travail des missionnaires était à cette époque limité à Guangzhou (Canton) et Macao et Robert Morrison n'a baptisé que dix croyants chinois, mais ces premiers missionnaires ont jeté les bases d'un travail éducatif et médical qui allait avoir une incidence importante sur la culture et l'histoire de la Chine. D'ailleurs à la question de savoir s'il s'attendait à avoir un impact spirituel sur les chinois, Robert Morrison avait répondu, peu après son arrivée en Chine, : « Non, mais je m'attends à ce que Dieu le fasse! »

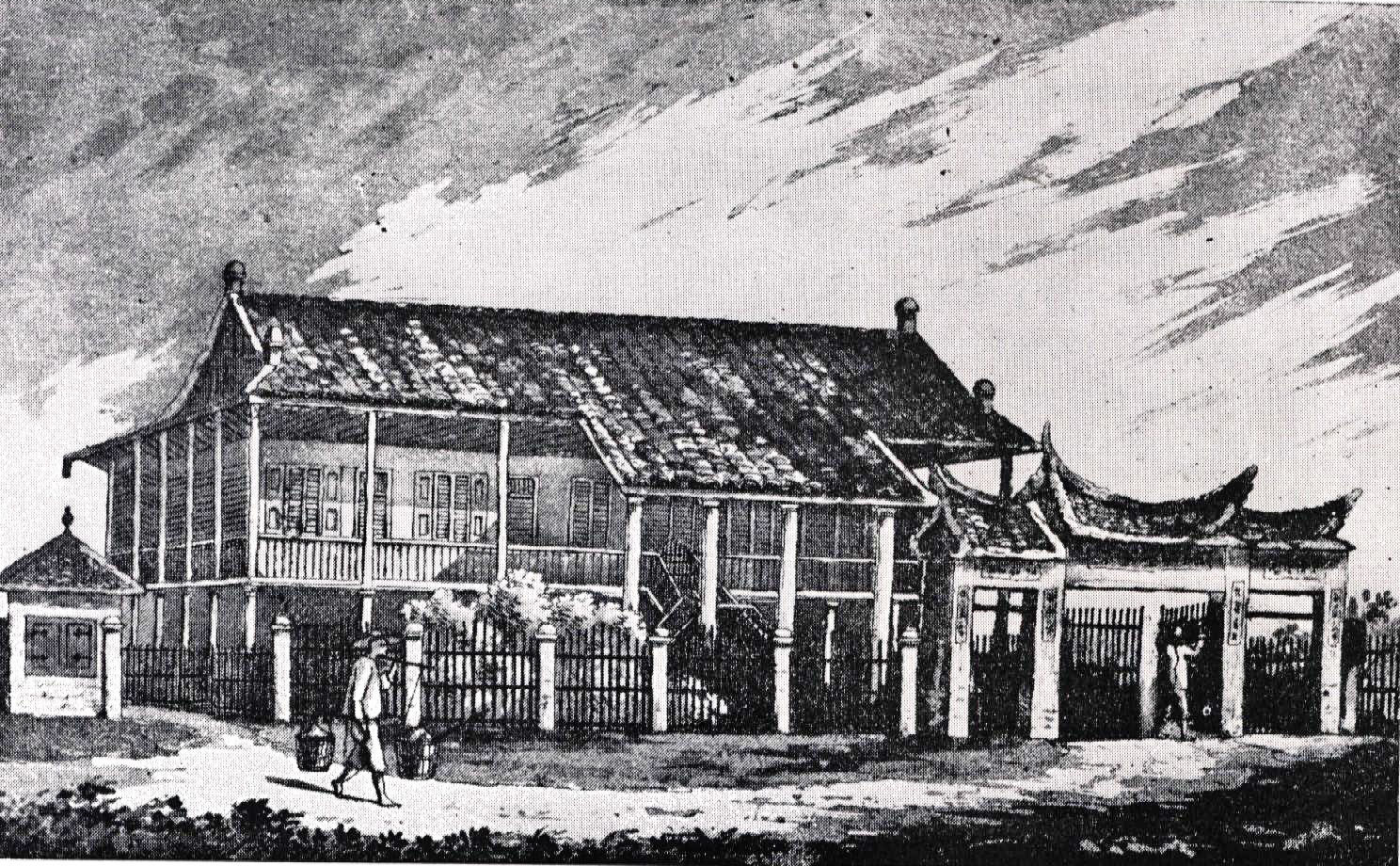
L'Anglo-Chinese College en 1834.

### Œuvres éducatives et sociales
Profondément bouleversé par la misère, la pauvreté et les souffrances des pauvres chinois (dont il avait partégé la vie dans ses premières années à Canton), Robert Morrison est à l'origine de la création d'un dispensaire public à Macao en 1820, où les malades indigènes pouvaient être traités plus humainement et plus efficacement que ce qui était habituellement le cas en Chine. Morrison rechercha un praticien chinois intelligent et compétent, et le plaça à la tête de son dispensaire. Cet homme, qui avait appris les grands principes de la médecine européenne, reçut une grande aide du docteur Livingstone, un ami de Morrison qui s'intéressait beaucoup à cette tentative de soulager les souffrances des Chinois pauvres.
Morrison et Milne ont également créé une école pour les enfants chinois et malais à Malacca en 1818. L'école, appelée Anglo-Chinese College (et plus tard Ying Wa College (en)), a été déplacée à Hong Kong vers 1843 après que le territoire fut devenu une possession britannique. L'établissement existe toujours aujourd'hui sous la forme d'une école secondaire pour garçons.

### Langue chinoise

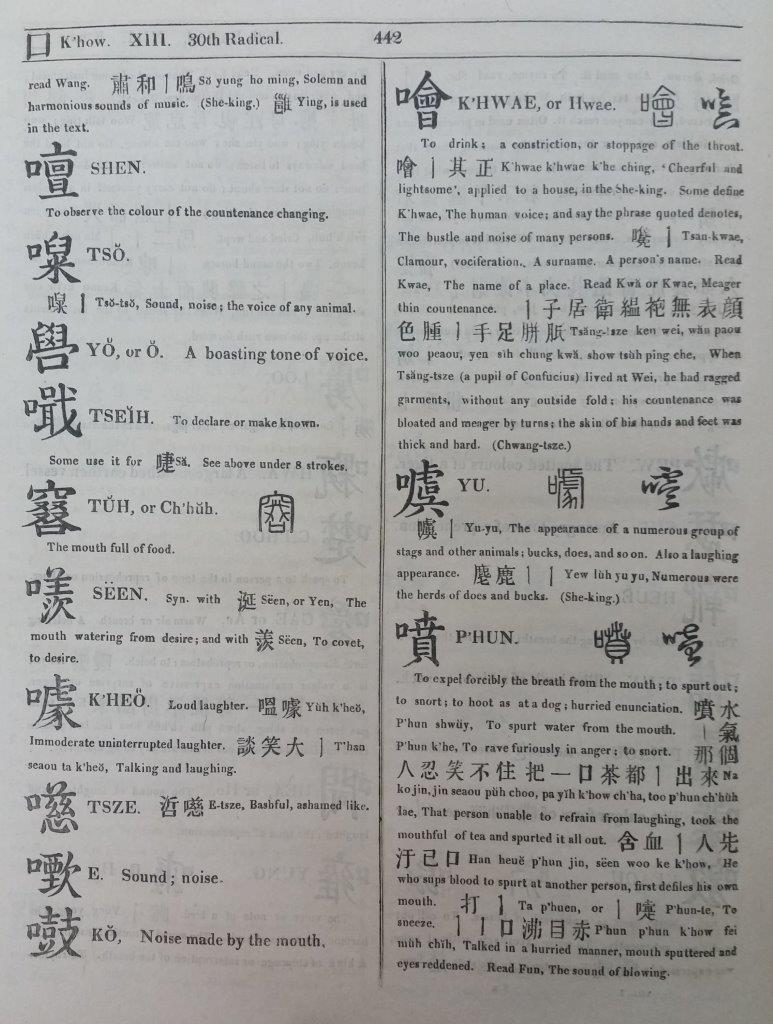
Une page du dictionnaire de Morrison de 1815 (p.442).

Le dictionnaire connu sous le nom de Morrison's Dictionnary (en), auquel Robert Morrison travailla pendant 16 ans, a été le premier dictionnaire chinois-anglais, anglais-chinois, devenu immédiatement un ouvrage de référence considéré de plus comme très bien adapté à l'apprentissage de la langue chinoise. Il est en grande partie basé sur le dictionnaire de caractères de Kangxi et sur un dictionnaire de rimes chinoises de la même époque, le Wuche Yunfu (chinois simplifié : 五车韵府 ; chinois traditionnel : 五車韻府 ; pinyin : Wǔchē yùnfǔ). Cela signifie que ses notes tonales étaient celles du chinois moyen plutôt que celles réellement parlées à son époque. Étant donné les tuteurs dont il disposait, ses transcriptions reposaient sur le mandarin de Nankin plutôt que sur le dialecte de Pékin,.
Le dictionnaire de Morrison est composé de trois parties :
- La première partie, publiée en 3 volumes en 1815, 1822 et 1823, est un dictionnaire chinois-anglais où les mots sont ordonnés selon les 214 radicaux de Kangxi,
- la deuxième partie, publiée en 2 volumes en 1819 et 1820, est un dictionnaire chinois-anglais où les mots sont ordonnés alphabétiquement, selon le système de transcription du chinois adopté par Morrison,
- la troisième partie, parue en 1822, est un dictionnaire anglais-chinois par ordre alphabétique des mots anglais.

Au total, cet ensemble comporte 6 volumes et 4 595 pages in-quarto, regroupant 47 035 mots vedettes qui sont autant de caractères repris du Dictionnaire de caractères de Kangxi de 1716. Chaque entrée comporte des définitions de mots dérivés chinois et tente de lister tous les usages possibles du caractère,.
Le dictionnaire de Morrison a des défauts, notamment il ne distingue pas toujours les sons aspirés et confond certaines variantes de prononciation d'un même caractère.
Le système de romanisation du chinois du mis au point par Morrison a directement influencé le système de romanisation Wade-Giles qui a été le plus usité dans le monde anglo-saxon jusqu'à l'émergence du pinyin.
Robert Morrison est aussi l'auteur, en 1828, du premier dictionnaire de traduction depuis le cantonais.

### Mémoriaux

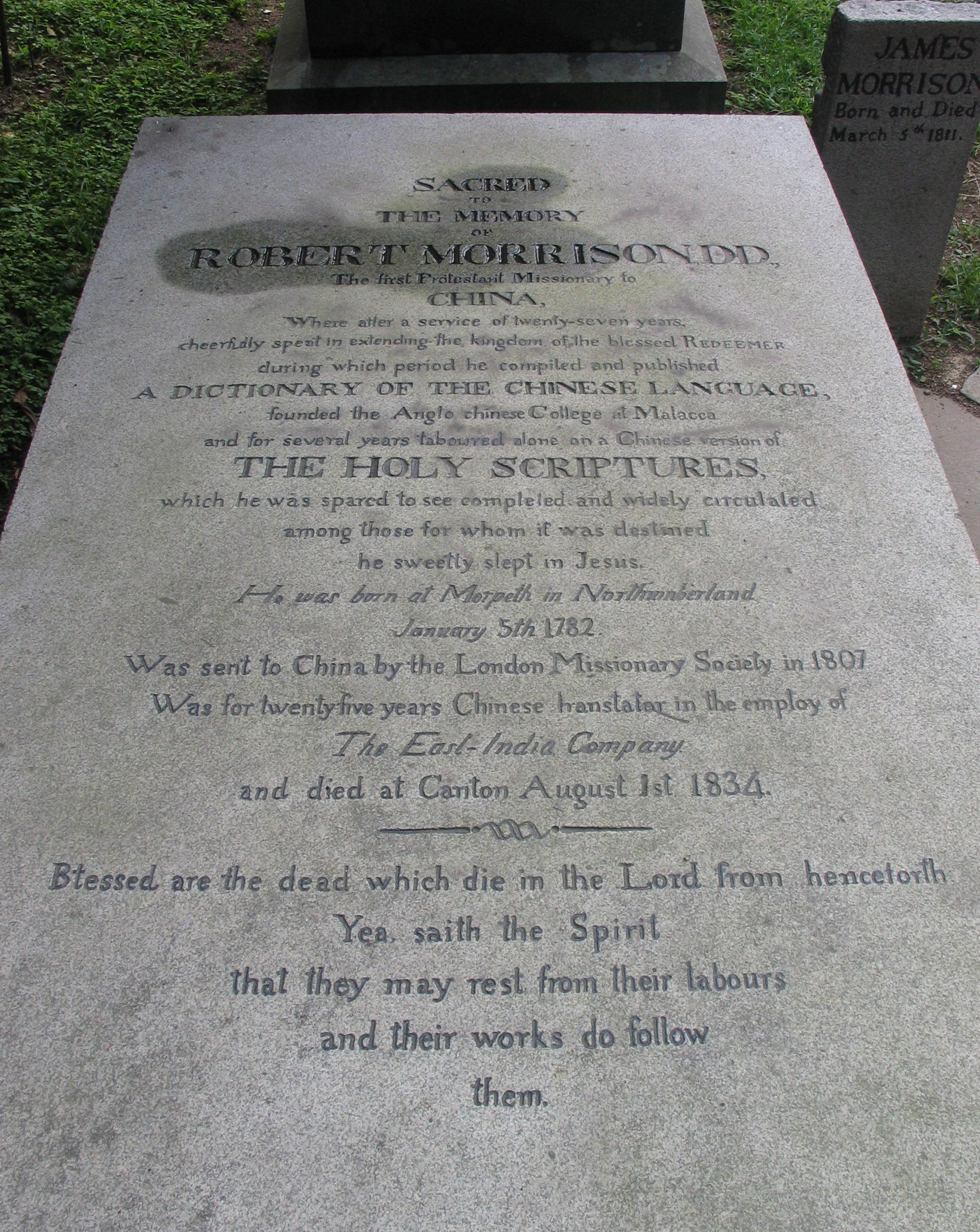
La tombe de Robert Morrison à Macao.

- La pierre tombale de Robert Morrison dans le ancien cimetière protestant de Macao (en) porte un long poème biographique en anglais, et une stèle comportant une biographie en chinois a été érigée à côté de sa tombe en 1934 par l'Association de l'Église chrétienne chinoise de Guangdong à l'occasion du centième anniversaire de sa mort[35]. Sur le terrain du cimetière se trouve une chapelle protestante (en) érigée vers 1833 et reconstruite en 1921, dénommée la "chapelle Morrison" (Morrison Chapel).
- Le quartier Morrison Hill (en) de Hong Kong et sa route adjacente, Morrison Hill Road, ont été ainsi nommés en l'honneur de Robert Morrison, tout comme l'école Morrison qui y a été érigée par la Morrison Education Society et achevée peu avant la mort de Morrison[36].
- Le Morrison Hall de l'Université de Hong Kong, créé en 1913 en tant que "foyer chrétien pour les étudiants chinois", a été ainsi baptisé en l'honneur de Morrison par ses mécènes, la London Missionary Society[37].

### Bibliothèque
En 1998, le sinologue Andrew West (en) a compilé un catalogue de la bibliothèque chinoise de Robert Morrison,. Il s'avère que Morrison avait collecté 893 ouvrages, représentant près de 10 000 fascicules, essentiellement des livres peu chers qu'il avait pu se procurer sur les marchés et dans les boutiques de Canton (qui était par ailleurs une ville bien approvisionnée en papier où l'on publiait beaucoup de livres). Cette collection est exceptionnelle tant par sa quantité que par sa variété, particulièrement pour un étranger qui n'était pas autorisé à voyager en Chine : elle comporte des textes religieux, historiques, géographiques et philosophiques mais aussi des discours sur le bouddhisme, le taoïsme, le droit, la musicologie ou l'astrologie et plusieurs dictionnaires. Les livres acquis par Morrison avant son voyage en Angleterre en 1823 ont été d'abord refusés par les bibliothèques de Cambridge et d'Oxford avant de trouver asile quelques années plus tard dans celle de University College à Londres. Les livres acquis après son retour en Chine en 1826 sont conservés à l'université de Hong Kong. La collection contient 9 manuscrits qui n'ont jamais été imprimés, dont des recueils d'images colorés, un traité de médecine et un traité juridique.

## Œuvres
Robert Morrison est l'auteur des ouvrages suivants, :

### Ouvrages en chinois

#### Textes bibliques
- (zh) Sheng Lujia shi chuan fuyinshu 聖路加氏傳福音書 (L'évangile de Luc), Canton ou Macao,‎ 1811 ou 1812
- (zh) Xīn shì zhào shū 新適詔書 (chinois simplifié 新适诏书, le Nouveau Testament),‎ 1813 (lire en ligne)
- (zh) Chu Maixiguo zhuan 出麥西國傳 (Le livre de l'Exode),‎ 1819, réédité 1844
- (zh) Shentian shengshu 神天聖書 (La Sainte Bible), Malacca, Anglo-Chinese College (英華書院),‎ 1823, 23 volumes.

#### Autres textes chrétiens
- (zh) Shendao lun shujiu shi zongshuo zhenben 神道論贖救世總說真本 (Un résumé de la doctrine de la rédemption divine),‎ 1811
- (zh) Wenda qianzhu Yesu jiaofa 問答淺註耶穌教法 (Un catéchisme annoté sur les enseignements de Jésus),‎ 1812
- (zh) Gushi Rushyaguo lidai lüezhuan 古時如氏亞國歷代畧傳 (Un aperçu de l'histoire de l'Ancien Testament),‎ 1815
- (zh) Yangxin shenshi 養心神詩 (Hymnes édifiants),‎ 1818
- (zh) Nianzhong meiri zaowan qidao xushi 年中每日早晚祈禱敘式 (The Book of Common Prayer), Malacca,‎ 1818
- (zh) Shentiandao zajizhuan 神天道碎集傳 (Essais variés sur le chemin du ciel), Malacca,‎ 1818
- (zh) Gusheng feng shentian qishi dao jiaxun 古聖奉神天啟示道家訓 (L'instructeur domestique), Malacca,‎ 1832
- (zh) Zawen bian 雜文編 (Série de mélanges), Macao,‎ 1833
- (zh) Qidao wenzan shenshi 祈禱文讚神詩 (Prières et hymnes), Macao,‎ 1833

#### Autres ouvrages en chinois
- (zh) Xiyou diqiu wenjian lüezhuan 西遊地球聞見畧傳 (anglais : A brief account of things that I have seen and heard during a voyage westwards around the world ; français : un bref récit des choses que j'ai vues et entendues pendant mon voyage vers l'ouest autour du monde), par "Chenyou jushi" 塵遊居士 (anglais : Dusty Traveller, français : voyageur poussiéreux),‎ 1819, 27 p. (récit d'un voyage entrepris par un Chinois imaginaire à travers l'Europe via l'Inde, du séjour de trois ans de ce voyageur à Paris, et de son retour en Chine via l'Amerique.)

### Traductions du chinois
- (en) Horae Sinicae : Translations from the Popular Literature of the Chinese, Londres, 1812
- (en) Translations from the Original Chinese, with Notes, Canton, 1815 (lire en ligne)
- (en) Singular proclamation : issued by the Foo-yuen or Sub-Viceroy, of Canton, translated from the Chinese, Londres, Cox and Baylis, printers to the Royal Asiatic Society, 1824, 7 p. (Transactions of the Royal Asiatic Society of Great Britain and Ireland, volume 1.)

### Description et histoire de la Chine
- (en) A view of China for philological purposes, containing a sketch of Chinese chronology, geography, government, religion & customs, Macao, Printed at the Honorable the East India Company's Press by P.P. Thoms ; published and sold by Black, Parbury, and Allen, Booksellers to the Honorable East India Company, London, 1817 (lire en ligne)
- (en) A view of China for philological purposes : containing a sketch of Chinese chronology, geography, government, religion & customs, designed for the use of persons who study the Chinese language, Macao, Printed at the Honorable the East India Company's Press by P.P. Thoms ; published and sold by Black, Parbury, and Allen, 1817, 141 p. (lire en ligne)
- (en) A View of China, for Philological Purposes Containing a Sketch of Chinese Chronology, Geography, Government, Religion and Customs, Elibron.com (ISBN 978-1-4021-7878-8 et 1-4021-7878-6, lire en ligne)
- (en) A memoir of the principal occurrences during an Embassy from the British Government to the court of China in the year 1816, Londres, Mission Press, 1816, 68 p. (publication reprise dans The Pamphleteer vol. 15 (1819) pp. 139–206)
- (en) Notices concerning China and the port of Canton : also a narrative of the affair of the English frigate Topaze 1821-22 : with remarks on homicides, and an account of the fire of Canton, Malacca, Mission Press, 1823, 97 p.
- (en) China : a dialogue, for the use of schools : being ten conversations between a father and his two children concerning the history and present state of that country. By an Anglo-Chinese., Londres, James Nisbet, 1824, 12 p.

### Linguistique

#### Grammaire
- (en) A Grammar of the Chinese Language, Serampore, Printed at the Mission-Press, 1815, 280 (lire en ligne)

#### Lexicographie
- (en) Antonio Montucci et Robert Morrison, Urh-chĭh-tsze-tëen-se-yĭn-pe-keáou; being a parallel drawn between the two intended Chinese dictionaries, by R. Morrison and A. Montucci. Together with Morrison's Horæ Sinicæ etc., Macao, London: Printed for the author, and sold by T. Cadell and W. Davies. In the strand: and T. Boosey, Old Broad-Street., 1817, 141 p. (lire en ligne)
- Dictionnaire anglo-chinois :
  - (en) A Dictionary of the Chinese Language : Chinese and English arranged according to the radicals, vol. Volume 1, Part 2 of A Dictionary of the Chinese Language: In Three Parts, Macao, China, Printed at the Honorable the East India Company's Press by P.P. Thoms, 1819 (lire en ligne)
  - A Dictionary of the Chinese Language : In Three Parts, Volume 2, MACAO, Printed at the Honorable the East India Company's Press by P.P. Thoms ; published and sold by Black, Parbury, and Allen, Booksellers to the Honorable East India Company, London, 1820 (lire en ligne)
  - A Dictionary of the Chinese Language : Chinese and English arranged according to the radicals, vol. Volume 2, Part 1 of A Dictionary of the Chinese Language: In Three Parts, Macao, Printed at the Honorable the East India Company's Press by P.P. Thoms ; published and sold by Kingsbury, Parbury, and Allen, Leadenhall Street, 1822 (lire en ligne)
  - A dictionary of the Chinese language : in three parts, part the first containing Chinese and English, arranged according to the radicals, part the second, Chinese and English arranged alphabetically and part the third English and Chinese, Volume 1, Issue 2, Macao, Printed at the Honorable the East India Company's Press by P.P. Thoms ; published and sold by Kingsbury, Parbury, and Allen, Leadenhall Street, 1822 (lire en ligne)
  - A Dictionary of the Chinese Language : Chinese and English arranged according to the radicals, Macao, China, Printed at the Honorable East India company's press, by P.P. Thoms, 1822, 214 p. (lire en ligne)
  - A dictionary of the Chinese language : in three parts, Volume 6, Macao, China, Printed at the Honorable East India company's press, by P.P. Thoms, 1822 (lire en ligne)
  - A dictionary of the Chinese language : in three parts, part the first containing Chinese and English, arranged according to the radicals, part the second, Chinese and English arranged alphabetically and part the third English and Chinese, Volume 1, Issue 3, Macao, Printed at the Honorable the East India Company's Press by P.P. Thoms ; published and sold by Kingsbury, Parbury, and Allen, Leadenhall Street, 1823, 910 p. (lire en ligne)
  - A Dictionary of the Chinese Language, in Three Parts : English and Chinese, vol. Volume 3 of A Dictionary of the Chinese Language, in Three Parts, Macao, Printed at the Honorable the East India Company's Press by P.P. Thoms ; published and sold by Kingsbury, Parbury, and Allen, Leadenhall Street, 1823, reprint éd. (lire en ligne)
  - A Dictionary of the Chinese Language, in Three Parts : Chinese and English arranged according to the radicals, vol. Volume 4 of A Dictionary of the Chinese Language, in Three Parts, Robert Morrison, Macao, Printed at the Honorable the East India Company's Press by P.P. Thoms, 1819, reprint éd. (lire en ligne)
  - A dictionary of the Chinese language, Volume 2, Shangae, Shanghae: London Mission Press., London: Trübner & Co., 1865, reprint éd. (lire en ligne)
- (en) Vocabulary of the Canton Dialect : Chinese words and phrases, vol. Volume 3 of Vocabulary of the Canton Dialect, Macao, China, Printed at the Honorable East India company's press, by G.J. Steyn, and brother, 1828 (lire en ligne [archive du 6 février 2013])

#### Conversation et textes d'étude
- (en) Chinese miscellany; consisting of original extracts from Chinese authors, in the native character, London: Printed by S. McDowall, Leadenhall Street, for the London Missionary Society, “The” Missionary soc., 1825 (lire en ligne)
- (en) Dialogues and detached sentences in the Chinese language : with a free and verbal translation in English : collected from various sources : designed as an initiatory work for the use of students of Chinese, Macao, the Honorable East India Company's Press, imprimé par P.P. Thoms, 1816, 262 p.

### Sermons et conférences chrétiennes
- (en) Familiar lectures on the epistle of St. Paul to the Philippians : delivered to a few individuals in a private room at Macao, China, and now printed for private distribution, Malacca, Anglo-Chinese Press, 1818, 280 p.
- (en) Regard to the affairs of others : a discourse, delivered at Hoxton Academy chapel, February 6, 1825., Londres, Samuel Burton, 1825, 38 p.
- (en) The knowledge of Christ supremely excellent : the means and the duty of diffusing it among all nations : being a discourse delivered before the London Missionary Society in Surry chapel, May 11 1825, Londres, Francis Westley, 1825, 34 p.
- (en) Sermon preached at Surrey Chapel, May 11, 1825, in Sermon reports : annual sermons for the London Missionary Society. From : The Pulpit no.109 (1825 May 19) and 110 (1825 May 26), Londres, London Missionary Society, 1825
- (en) A parting memorial : consisting of miscellaneous discourses, written and preached in China; at Singapore; on board ship at sea, in the Indian Ocean; at the Cape of Good Hope; and in England; with remarks on missions, &c. &c., Londres, W. Simpkin and R. Marshall, 1826, 411 p.
- (en) Lectures on the sayings of Jesus, Malacca, Mission Press, 1832, 421 p.
- (en) Admonitions, addressed to a mixed congregation from various nations and belonging to different churches : being a sermon preached on board the American ship Morrison, at Whampoa in China, December 2 1833, Macao, Albion Press, 1833, 17 p.

### Activité missionnaire
- (en) William Milne, A retrospect of the first ten years of the Protestant mission to China : (now, in connection with the Malay, denominated the Ultra-Ganges missions) : accompanied with miscellaneous remarks on the literature, history, and mythology of China &c, Malacca, Anglo-Chinese Press, 1820, 376 p. (bien que porté au crédit de W. Milne, cet ouvrage a essentiellement été écrit par Morrison.)
- (en) Memoirs of the Rev. William Milne, late missionary to China, and principal of the Anglo-Chinese College, compiled from documents written by the deceased, to which are added occasional remarks, Malacca, Mission Press, 1824, 231 p.
- (en) The evangelist : and miscellanea Sinica, Macao, Albion Press (diffusé par by Marwick & Co et par R. Edwards, Canton), 1833 (4 numéros de ce magazine ont été publiés en mai et juin 1833 avant qu'il soit interdit.)
- (en) Observations respecting the primitive churchesy t, bhe late Robert Morrison, in Ralph Wardlaw (1779-1853), Civil establishments of Christianity tried by their only authoritative test, the Word of God : a sermon, Surate (Gujarat, Inde), Mission press, 1835, 48 p.